# ジェームズ・ミッチェル (マネージャー)
ジェームズ・アイザック・ミッチェル（James Isaac Mitchell、1965年2月26日 - ）は、アメリカ合衆国のプロレス・マネージャー。
シニスター・ミニスター（The Sinister Minister）などの名で知られ、悪徳マネージャーとしてヒールの選手をサポートし、対戦相手のベビーフェイスが攻撃を受け苦悶する姿を見て楽しむサディスト・キャラクターを演じた。

## 来歴
ザ・グレート・カブキなどのマネージャーとして活躍したゲーリー・ハートの影響を受け、1989年にプロレス業界にデビュー。カロライナ地区のインディー団体を経て、ジム・コルネットの主宰するスモーキー・マウンテン・レスリングにてダリル・ヴァン・ホーン（Daryl Van Horne）の名で活動。1990年代中盤からはジェームズ・ヴァンデンバーグ（James Vandenberg）と改名してWCWに登場、モーティス&ラスの怪奇派コンビなどを担当した。
2000年より、シニスター・ミニスター（The Sinister Minister）を名乗ってECWに登場。タジリ&マイキー・ウィップレックのアンホリー・アライアンスのマネージャーを務め、フル・ブラッデッド・イタリアンズとの抗争を指揮した。なお、ECWではテレビ番組 "ECW on TNN" において、『ハリウッド・ナイトメア』のクリプト・キーパーを意識したストーリーテラーも兼任した。
ECW崩壊後の2002年6月、ファーザー・ジェームズ・ミッチェル（"Father" James Mitchell）の名義でTNAに参戦。マリス、バンピーロ、マイク・オーサム、ブライアン・リーなどを配下に、ディサイプルズ・オブ・ザ・ニューチャーチ（Disciples of The New Church）なるヒール・ユニットを組織した。
ニュー・チャーチ解散後は一時TNAを離れ、2005年6月12日にWWEが開催した『ECWワン・ナイト・スタンド』にタジリのセコンドとして登場。同年7月よりTNAに復帰してアビスのマネージャーとなったが、アビスは徐々にミッチェルに逆らうようになり、最後には仲間割れした。以降、ジューダス・メシアスのマネージャーを経て、2008年7月にTNAを解雇された。

## 担当選手
- アブドーラ・ザ・ブッチャー
- アイアン・シーク
- ポール・オーンドーフ
- ジュディ・マーチン
- ジミー・ガービン
- モーティス
- ラス
- タジリ
- マイキー・ウィップレック
- ボールズ・マホーニー
- レイヴェン
- クリストファー・ダニエルズ
- ブラック・レイン
- レリック
- シェーン・ダグラス
- マリス
- バンピーロ
- マイク・オーサム
- ブライアン・リー
- スラッシュ
- CMパンク
- アビス
- ジューダス・メシアス

　etc.